# Matthew Butler (Spezialeffektkünstler)
Matthew E. Butler (geb. vor 1991) ist ein Filmtechniker, der sich auf visuelle Effekte spezialisiert hat und für Digital Domain arbeitet.

## Leben
Butler wuchs auf in Ashtead in Surrey. Nach seinem Abschluss an der Therfield School und seinem Studium an der Universität Manchester bekam er 1991 ein Stipendium für das Massachusetts Institute of Technology, wo er einen Masterabschluss in Luft- und Raumfahrt ablegte. Butler stieß 1994 schließlich zu Digital Domain, wo er für seinen bisher größten Erfolg Transformers 3 2012 für einen Oscar nominiert wurde.

## Filmografie (Auswahl)
- 1995: Apollo 13
- 1996: T2 3-D: Battle Across Time
- 1996: DNA – Die Insel des Dr. Moreau
- 1997: Dante’s Peak
- 1997: Titanic
- 1998: Armageddon – Das jüngste Gericht
- 1998: Hinter dem Horizont
- 1999: Fight Club
- 2000: Der Grinch
- 2001: Vanilla Sky
- 2001: A Beautiful Mind – Genie und Wahnsinn
- 2002: xXx – Triple X
- 2004: The Day After Tomorrow
- 2006: Flags of Our Fathers
- 2006: Letters from Iwo Jima
- 2008: Die Mumie: Das Grabmal des Drachenkaisers
- 2009: Transformers – Die Rache
- 2011: Transformers 3

## Auszeichnungen
- 2001: Academy of Science Fiction, Fantasy & Horror Films: Nominierung in der Kategorie Beste Spezialeffekte für Der Grinch
- 2003: Academy of Science Fiction, Fantasy & Horror Films: Nominierung in der Kategorie Beste Spezialeffekte für XXx - Triple X
- 2005: Visual Effects Society Award: Auszeichnung in der Kategorie Bester einzelner visueller Effekt für The Day After Tomorrow (Die ideale Welle)
- 2006: Satellite Award: Nominierung in der Kategorie Beste visuelle Effekte für Flags of Our Fathers
- 2007: Visual Effects Society Award: Auszeichnung in der Kategorie Beste visuelle Effekte in einem Spielfilm für Flags of Our Fathers
- 2011: Satellite Award: Nominierung in der Kategorie Beste visuelle Effekte für Transformers 3
- 2012: Academy of Science Fiction, Fantasy & Horror Films:  Nominierung in der Kategorie Beste Spezialeffekte für Transformers 3
- 2012: Visual Effects Society Award: Nominierung in der Kategorie Beste visuelle Effekte in einem Spielfilm für Transformers 3
- 2012: Oscar: Nominierung in der Kategorie Beste visuelle Effekte für Transformers 3
- 2019: Oscar: Nominierung in der Kategorie Beste visuelle Effekte für Ready Player One